# コルファクス郡 (ネブラスカ州)
座標: 北緯41度58分 西経97度09分 / 北緯41.967度 西経97.150度
コルファクス郡（英: Colfax County）は、アメリカ合衆国のネブラスカ州にある郡。2000年時点の人口は10,441人で、郡庁所在地はスカイラー (Schuyler)。郡と郡庁所在地はアメリカ合衆国副大統領のスカイラー・コルファクスにちなんで名付けられた。
ネブラスカ州のナンバープレートで、コルファクス郡の車両は最初の数字が43になっている。これは1922年にナンバープレートの制度を確立した際、コルファクス郡の車両登録台数が州内の郡のなかで43番目に多かったからである。

## 地理
アメリカ合衆国国勢調査局によると、この郡は総面積1,084 km2 (419 mi2) である。このうち1,070 km2 (413 mi2)が陸地で、14 km2 (5 mi2) が川や湖などの水地域である。総面積のうちの1.30%が水地域となっている。

### 隣接する郡
- スタントン郡（北）
- カミング郡（北東）
- ドッジ郡（東）
- バトラー郡（南）
- プラット郡（西）

## 人口動静

2000年国勢調査時の郡の人口ピラミッド

2000年の国勢調査によると、コルファクス郡には10,441人、3,682世帯、及び2,592家族が暮らしている。人口密度は10/km2 (25/mi2) で、4/km2 (10/mi2) の平均的な密度に4,088軒の住居が建っている。この郡の人種の構成は白人81.73%、黒人（アフリカ系アメリカ人）0.07%、先住民0.19%、アジア系0.20%、太平洋諸島系0.14%、その他の人種15.94%、及び混血1.73%で、26.17%の人々がヒスパニックまたはラテン系である。住民の28.8%がドイツ系、24.2%がチェコ系移民の子孫である。
コルファクス郡に住む3,682世帯のうち、35.60%は18歳未満の子どもと暮らしており、58.90%は夫婦で生活している。7.10%は未婚の女性が世帯主であり、29.60%は家族以外の住人と同居している。25.70%は独居で、全世帯の15.40%は65歳以上の独居老人世帯である。1世帯あたりの平均人数は2.80人であり、家庭の場合は3.31人である。
郡の住民は28.90%が18歳未満の子どもで、18歳以上24歳以下が8.50%、25歳以上44歳以下が27.90%、45歳以上64歳以下が18.70%、および65歳以上が16.00%となっている。平均年齢は35歳である。女性100人に対して男性は106.40人いて、18歳以上の女性100人に対しては男性は105.70人いる。
郡の世帯ごとの平均収入は35,849米ドルで、家族ごとでは40,936米ドルである。男性の25,656米ドルに対して女性は20,485米ドルの平均的な収入がある。この郡の一人当たりの収入 (per capita income) は15,148米ドルである。総人口の10.80%、家族の7.20%は貧困線以下である。18歳未満の子どもの13.80%及び65歳以上の7.90%は貧困線以下の生活を送っている。

## 都市および村

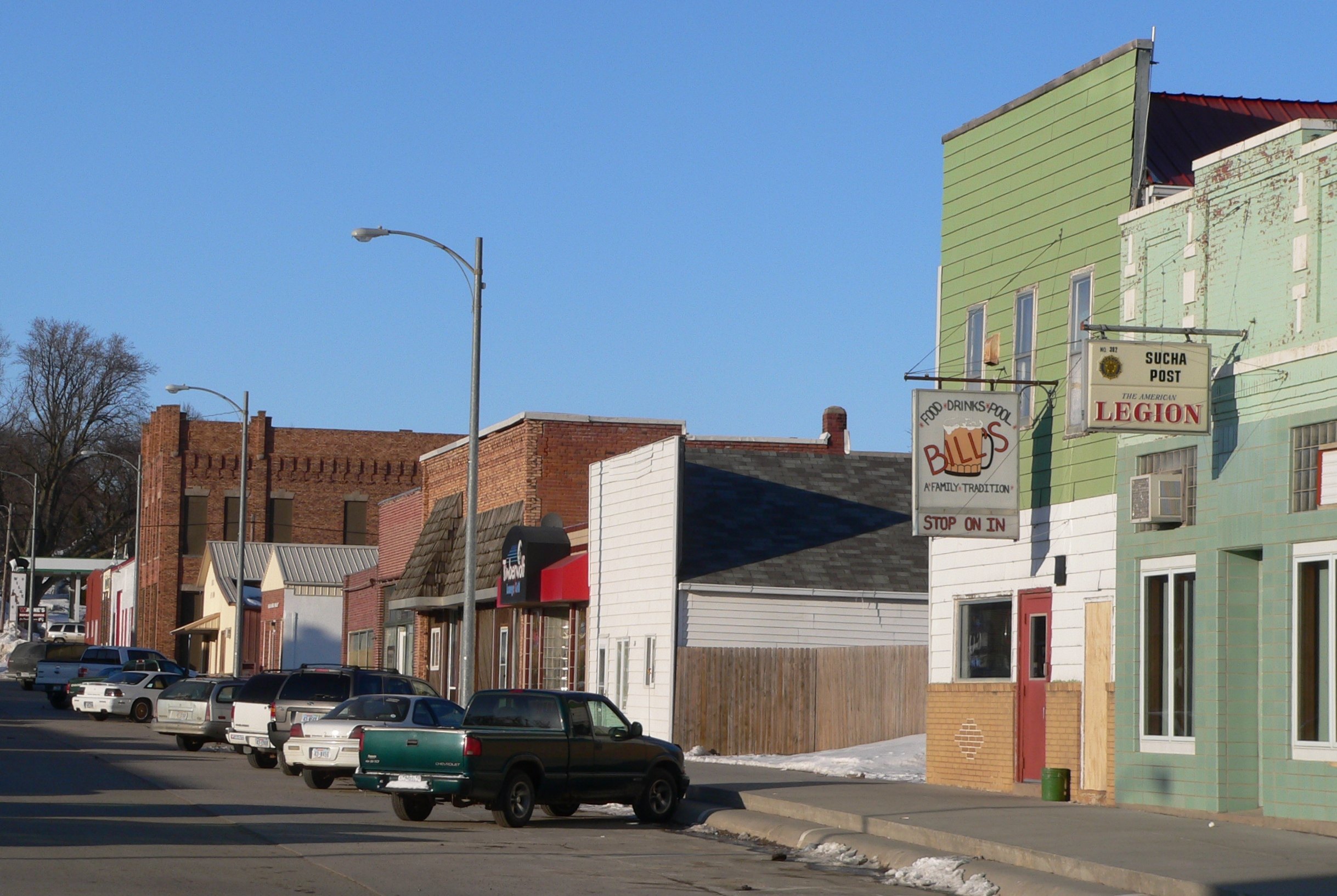
リーのようす
（2010年2月24日撮影）

- クラークソン (en:Clarkson, Nebraska)
- ハウエルズ (en:Howells, Nebraska)
- リー (en:Leigh, Nebraska)
- リッチランド (en:Richland, Nebraska)
- ロジャース (en:Rogers, Nebraska)
- スカイラー (en:Schuyler, Nebraska)